# Esencial (Nek)
Esencial è una raccolta del cantautore italiano Nek, pubblicata il 23 maggio 2006 dall'etichetta Warner Music esclusivamente per il mercato dell'America Latina.

## Tracce
1. Laura no está – 3:48
2. Si sé que te tengo a ti – 3:48
3. Al menos ahora – 3:27
4. Para ti sería – 3:34
5. Tu nombre – 3:59
6. No preguntes porqué – 3:38
7. Cielo y tierra – 4:00
8. A contramano – 3:28
9. El año cero – 3:28
10. Tan sólo tú – 3:17
11. La inquietud – 3:29
12. Quédate – 4:18
13. Ya está bien así – 2:51